# Язиково (Клинський район)
Язиково — село у складі міського поселення Клин Клинського району Московської області Російської Федерації.

## Розташування
Село Язиково входить до складу міського поселення Клин, воно розташовано між річками Липня та Волчок.

## Населення
Станом на 2010 рік у селі проживало 0 людей